# Littérature laotienne
La littérature laotienne désigne ici toute production littéraire en lao ou au Laos ou de culture lao. En ce sens, toute littérature de minorité et/ou en langue minoritaire, comme toute littérature des diasporas et/ou exils, peut y trouver place.

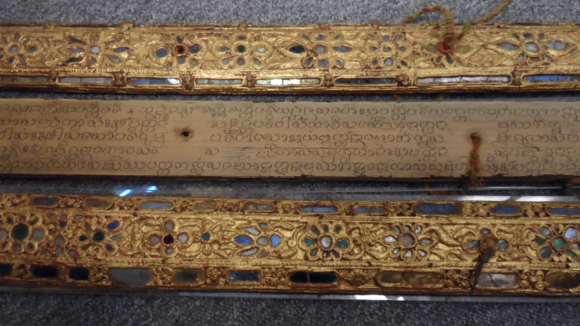
Manuscrits sur ôles

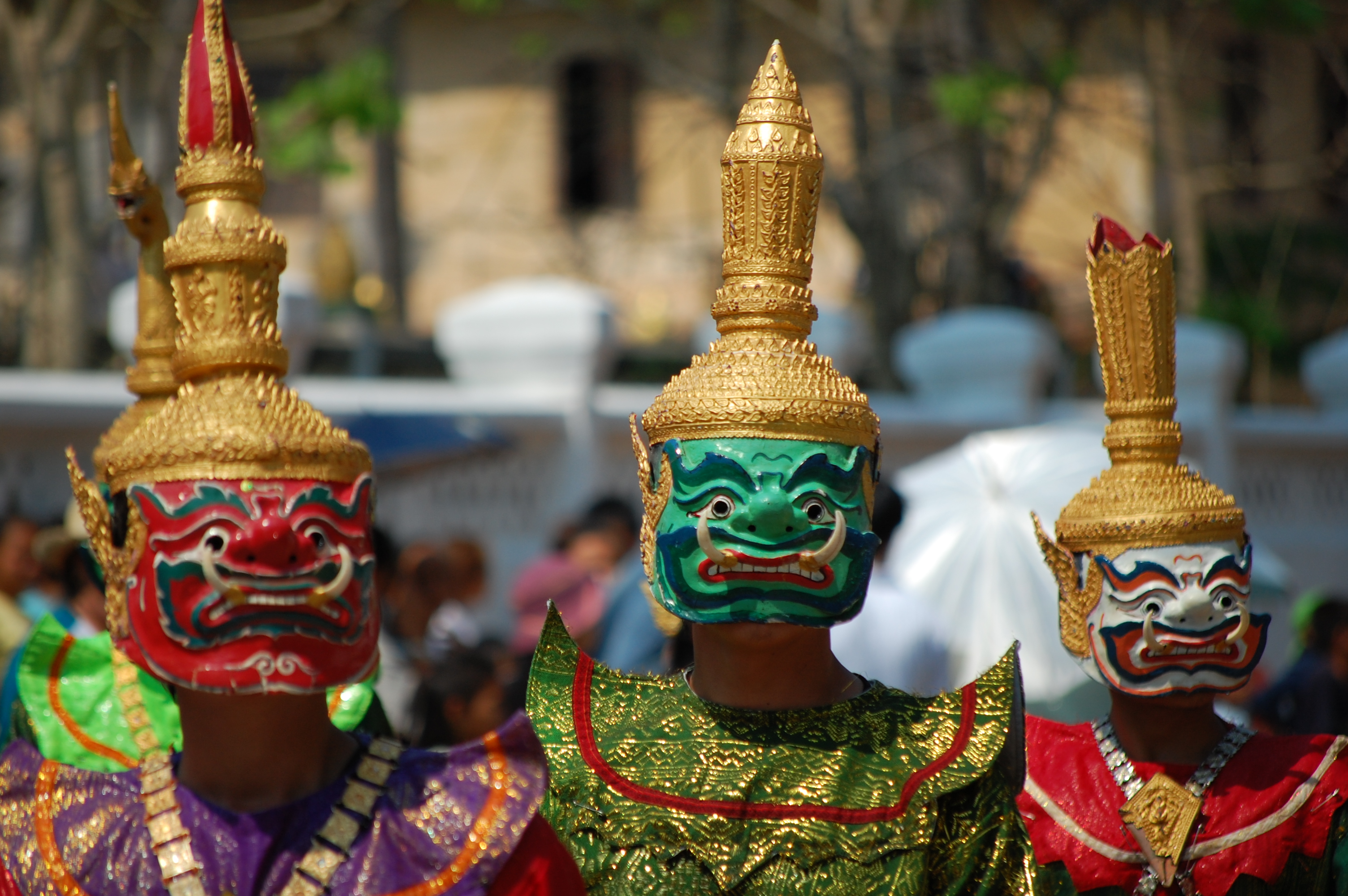
Nouvel An lao 2008 à Luang Prabang : Danseurs d'un khon adapté du Phra Lak Phra Ram (rôles de démons).

La population du Laos, d'environ 500 000 en 1850, est estimée à 6 500 000 en 2020.

## Langues
Les langues au Laos	sont une centaine (Langues du Laos) dont
- le lao, langue officielle, minoritaire, la plus utilisée (58-75 %)[1],
- l'isan , ou thaï isan ou du nord-est.

La langue française n'est plus officielle au Laos depuis 1953, mais demeure encore langue diplomatique et commerciale : français du Laos.

## Histoire
- Indianisation de la péninsule Indochinoise approximativement entre le IIe et le XIIIe siècle

### Période du Lan Xang (1354-1707)

Péninsule vers 1400-1600.

- Lan Xang

#### poésie épique
- (en) Sang Sinxay, poème épique lao (1550-1675 ?)[2], attribué au poète Pangkham
- Thao Hung Thao Cheuang, poème épique lao (20000 vers)
- Phra Lak Phra Ram, version lao du Ramayana
- Phya Khankhaak (Le récit du roi Crapaud)
- Nang Teng (La Reine exilée et son Fils)[3]
- Phadaeng Nang Ai (histoire d'amour),
- L'engoulevent blanc[4],
- Nithan Khun Borom (L'histoire de Khun Borom, père de l'ethnie lao),
- Diverses phongsavadan, chroniques royales, selon chaque grande ville du royaume de Lan Xang (1353-1707)

#### littérature religieuse
- Les textes religieux sont des manuscrits sur ôles (feuilles de palmiers)
- Tripitaka, canon bouddhique theravâda : Sutta Pitaka, Abhidhamma Piṭaka (en), Vinaya Pitaka
- Parittam (en pâli)
- Littérature religieuse extra-canonique : histoires de dieux et de saints, histoires de reliques, textes de doctrine et de piété

#### littérature populaire
- Littérature orale autour de l'animisme, et du chamanisme
- Histoires de nāga
- Contes : le Panchatantra laotien
- Xieng Mieng ou Xiang Miang, contes de fripon ou de farceur[5]
- Littératures orales des minorités
- Proverbes laotienʂ[6]
- Mor lam, musique et chant du nord-est
- Danse dramatique du Laos

### 18esiècleet19esiècle:âge sombre, éclatement, invasions,thaïfication, décadence (1707-1893)
Parmi les textes de l'époque :
- Version lao du Vessantara Jātaka, qui tient un rôle important dans la légitimation de la royauté en Thaïlande,
- Leup Pha Sun,
- Pheun Raxavong, Pheun Viang, après la rébellion lao (en) (1826-1828, sous le règne du dernier roi de Vientiane, Anouvong et de Rama III de Siam)...

Le protectorat français du Laos (1893-1954), qui dure 60 ans, est déterminant, pour contrebalancer l'influence thaïe, et réinventer les spécificités nationales lao.
Les découvreurs français publient : Ernest Doudart de Lagrée (1823-1868), Henri Mouhot (1826-1861), Francis Garnier (1839-1873), Louis de Carné (fils) (1842-1870), Isabelle Massieu (1844-1932), Jules Harmand (1845-1921), Auguste Pavie (1847-1925), Émile Lefebvre (1850-1874), Pierre Lefèvre-Pontalis (1864-1938)...

### 20esiècle: troubles
- Période coloniale, Indochine française (1887-1954), Protectorat français du Laos (1893-1954)
- Une littérature coloniale se manifeste, en français[7] : Marthe Bassenne[8], Charles Rochet, Louis Malleret (1901-1970), Pierre Pasquier (1877-1934), Jean Ajalbert, Pierre Billotey, Roland Meyer (1889-19..)[9], J.-A. Pourtier, Louis-Charles Royer (1885-1970), Jean Hougron (1923-2001), Jean Lartéguy (1920-2011), etc.
- Lao Issara (1945-1949)
- Royaume du Laos (1946-1975), Guerre civile laotienne
- Période communiste (1973-1999)

La littérature moderne est en partie issue du système colonial français, à travers l'éducation (en école de pagode ou paroissiale ou publique, puis au collège ou au lycée).
L'École française d'Extrême-Orient est créée en 1898 : Louis Finot (1864-1935), Henri Parmentier (1871-1949), George Cœdès (1886-1969), Anatole-Roger Peltier (1945-2018)... L'Institut bouddhique Chanthabouly (1928) est créé par le roi Sisowath Monivong afin de promouvoir et préserver l'héritage culturel lao.
Le premier roman lao moderne est Phra Phoutthahoup Saksit (L'image sacrée de Bouddha, 1944)), de Pierre Somchine Nginn (1892-1981), écrit en lao, avec une introduction en français.
Norodom Sihanouk (1922-2012) a beaucoup publié, également en français.
Amphay Doré (1940-), métis lao-français publie L'école de la forêt, un itinéraire spirituel lao (1974, republié en 1996).
De nombreux écrivains ont écrit en anglais : Outhine Bounyavong, Duangdeuan Viravong, Bounyavong, Bryan Thao Worra (USA), Duang Champa (alias Dara Kanlalya), Duangdeuane Bounyavong, Bounthanong Xomxayphol (dit Sahaifai), Thanongsack Vongsackda...

## Auteurs
- Écrivains laotiens, Liste d'écrivains laotiens
- Souvanna Phomma (en) (1820?-1877)
- Pierre Somchine Nginn (1892-1981)
- Phia Sing (1898-1967), poète
- Katay Don Sasorith (1904-1959), ministre
- Outhine Bounyavong (1942-2000), romancier, nouvelliste
- Douangdeuane Bounyavong (1947-), romancière, poétesse, spécialiste de textiles
- Thavisouk Phrasavath (en) (1964-), poète, réalisateur
- Bryan Thao Worra (en) (1973-), poète
- Mai Neng Moua (1974-), anthologiste, écrivaine
- Nor Sanavongsay (en) (1975-), livres illustrés pour enfants
- Souvankham Thammavongsa (en) (1978-), poétesse
- Saymoukda Vongsay (en) (1981-, USA), poétesse, dramaturge, nouvelliste et activiste
- Thiane Khamvongsa (1981-), dramaturge
- Chanida Phaengdara Potter (en) (1984-), écrivaine et activiste
- Krysada Panusith Phounsiri (en) (1988-), poétesse

## Institutions
- Prix des écrivains de l'Asie du Sud-Est (SEA, lauréats sur la version anglophone)
  - Soukhee Norasilp (Prix SEA 2013)
  - Duangxay Luangphasy (Prix SEA 2012)
  - Bounthanong Xomxayphol (prix SEA 2011)
  - Dara Kanlaya (prix SEA 2010)
- Big Brother Mouse (en), maison d'édition à but non lucratif

## Presse
- Passasson (1950)
- Pathet Lao (journal) (en) (1968)
- Vientiane Mai (en) (1975, ex-Vientiane Post)
- Vientiane Times (1994)
- Le Rénovateur (1998)
- Liste de journaux au Laos (en)